# 1763-as királyi proklamáció

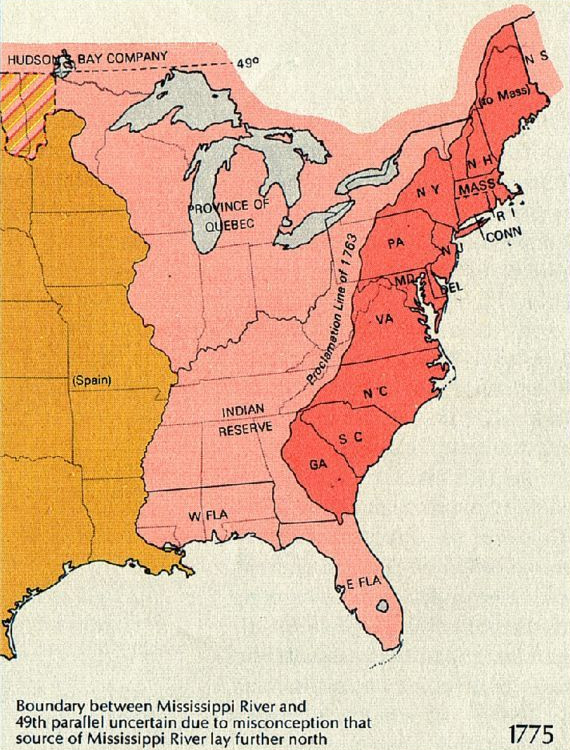
Észak-Amerika keleti részének részlete; az 1763-as Proklamáció-vonal a piros és rózsaszín területek között fekszik.

Az 1763-as királyi proklamáció (angolul Royal Proclamation of 1763) III. György brit király által 1763. október 7-én kiadott proklamáció. A britek a hétéves háború lezárásával megszerezték a franciáktól Új-Franciaországot Észak-Amerikában, a proklamáció célja Nagy-Britannia óriásira duzzadt észak-amerikai birodalmának megteremtése és az őslakos amerikaiakkal való viszony rendezése volt. Utóbbi érdekében szabályozta a prémkereskedelmet, a letelepedést és a nyugati határon a földvásárlást. A proklamáció gyakorlatilag megtiltotta a tizenhárom gyarmat gyarmatosítóinak az Appalache-hegység vonalától nyugatra való letelepedést vagy földvásárlást. Ez a tiltás felháborodást keltett a gyarmatokon, hiszen sok telepes már birtokolt földet a hegységtől nyugatra. A proklamáció továbbá monopszóniát biztosított a Korona számára az őslakos nemzetektől való földvásárlásra.

## Az új gyarmatok közigazgatása
A gyarmati terjeszkedés szabályozásán túl a proklamáció a frissen megszerzett francia gyarmatok irányításával is foglalkozott és kormányzatot hozott létre négy területen: Québec tartományban, Nyugat Floridában, Kelet-Floridában, és Grenadában. Ezen területek megkapták a jogok közgyűlések választására egy a király által kijelölt kormányzó vagy kormányzó tanács alatt, amely ezek után törvényeket és rendeleteket hozhat az adott területre a brit és gyarmati törvényekkel összhangban. A proklamáció ezen felül polgári és büntetőjogi bíróságokat is létrehozott ezen gyarmatokban, a Királyi Államtanácshoz való fellebbezés lehetőségével.

## Az őslakosok jogai
Az 1763-as királyi proklamáció „alapvető dokumentum” az őslakosok földigényei és önkormányzata szempontjából. Ez az „őslakosok jogainak első jogi elismerése a brit Korona által.” Az őslakosok számára nyújtott ígéreket céljairól azt állítják hogy kizárólag időlegesnek voltak szánva az őslakosok megbékítésére akik egyre sértődöttebbek lettek a telepesek behatolásai miatt a területükre és így a brit gyarmati letelepedésnek komoly fenyegetsét nyújthattak. Sir William Johnson a Kereskedelmi Bizottság (Board of Trade) előtt 1764 augusztus 30-án a következőt nyilatkozta:

Az indiánok mind tudják, hogy nem tudjuk felérni őket a szétterülű erdős területen amiből én arra következtetek, hogy ha határozottan birtokolni akarjuk az állásainkat, kereskedelmünket, stb. nem lehet más úton megtenni egy évszázadig mint a számos indián lakos kegyének megvásárlásával.
A proklamációval „a britek megpróbálták meggyőzni az őslakosokat hogy nem kell félniók a gyarmatosítóktól, és egyben megnövelni saját politikai és gazdasági hatalmukat a First Nationszel és más európai hatalmakkal szemben.”  Azonban a királyi proklamáció az őt követő Fort Niagara-i szerződéssel egyetemben lehetőséget ad egy olyan érvelésre amely „kétségbe vonja a Korona igényét az első nemzetek feletti szuverenitás gyakorlásárá” és megerősíti az őslakosok „önrendelkezési jogait, többek közt a földek elosztásában.”

## Fordítás
- Ez a szócikk részben vagy egészben a  Royal Proclamation of 1763 című angol Wikipédia-szócikk ezen változatának fordításán alapul.  Az eredeti cikk szerkesztőit annak laptörténete sorolja fel. Ez a jelzés csupán a megfogalmazás eredetét és a szerzői jogokat jelzi, nem szolgál a cikkben szereplő információk forrásmegjelöléseként.

## Ajánlott irodalom
- Lawson, Philip. The Imperial Challenge: Quebec and Britain in the Age of the American Revolution. Montreal/Kingston: McGill-Queen’s University Press, 1989.
- Roth, Christopher F. (2002) „Without Treaty, without Conquest: Indigenous Sovereignty in Post-Delgamuukw British Columbia.” Wicazo Sa Review, vol. 17, no. 2, 143-165. o.
- Stonechild, Blair A. „Indian-White Relations in Canada, 1763 to the Present.” In Encyclopedia of North American Indians, ed. Frederick E. Hoxie, 277-81. Boston: Houghton Mifflin Company, 1996.
- Tousignant, Pierre. „The Integration of the Province of Quebec into the British Empire, 1763-91. Part 1: From the Royal Proclamation to the Quebec Act.” In Dictionary of Canadian Biography, vol. 4. Toronto: University of Toronto Press, 1980.